# Municipio de Battleview
El municipio de Battleview (en inglés: Battleview Township) es un municipio ubicado en el condado de Burke en el estado estadounidense de Dakota del Norte. En el año 2010 tenía una población de 80 habitantes y una densidad poblacional de 0,86 personas por km².

## Geografía
El municipio de Battleview se encuentra ubicado en las coordenadas 48°35′44″N 102°49′28″O / 48.59556, -102.82444. Según la Oficina del Censo de los Estados Unidos, el municipio tiene una superficie total de 92.92 km², de la cual 92,16 km² corresponden a tierra firme y (0,81 %) 0,75 km² es agua.

## Demografía
Según el censo de 2010, había 80 personas residiendo en el municipio de Battleview. La densidad de población era de 0,86 hab./km². De los 80 habitantes, el municipio de Battleview estaba compuesto por el 98,75 % blancos y el 1,25 % eran de una mezcla de razas. Del total de la población el 0 % eran hispanos o latinos de cualquier raza.